# Racibor I

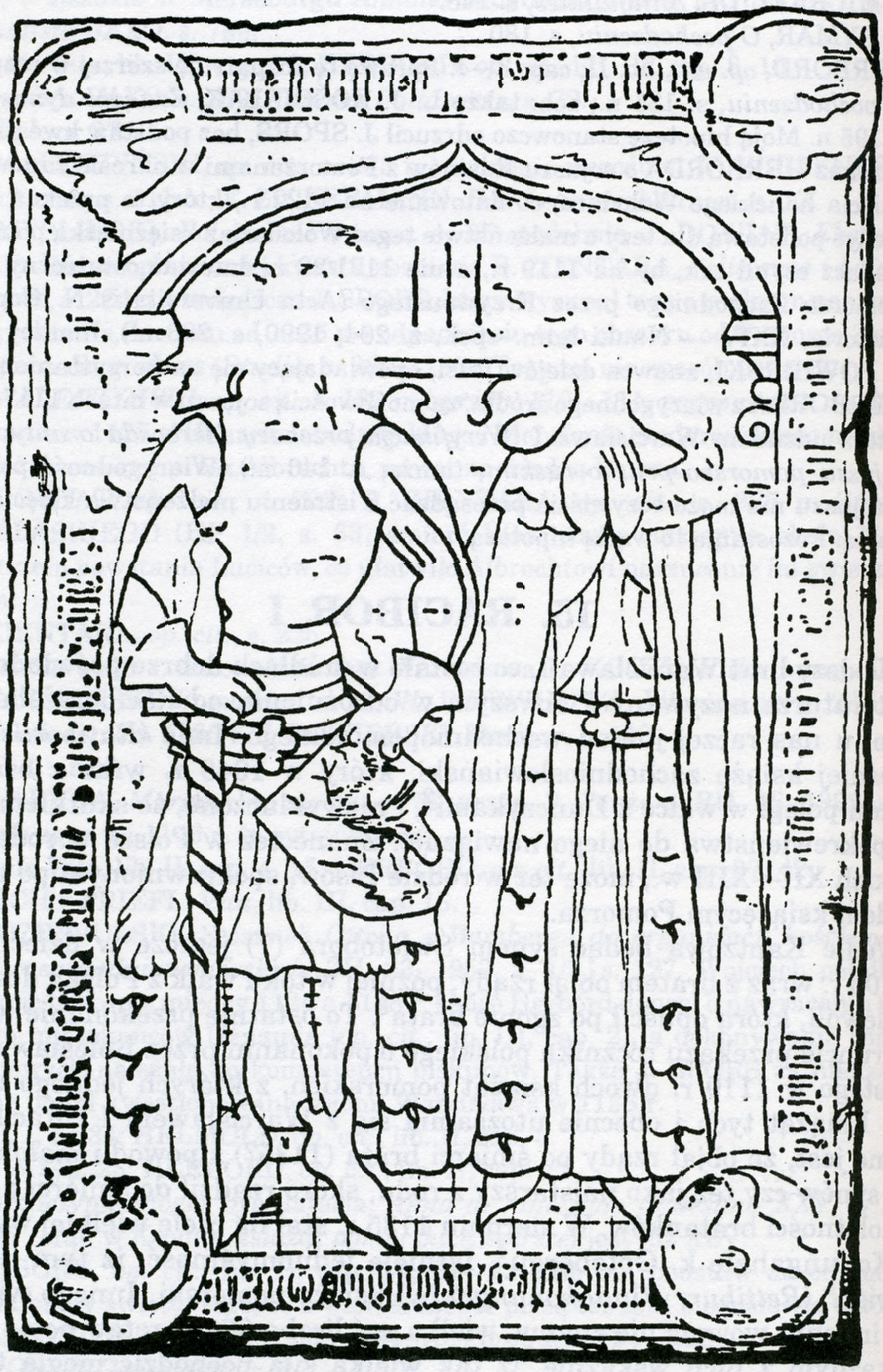
Racibor I z żoną Przybysławą. Płyta nagrobna z ok. 1370, w wieży kościoła w Uznamie

Racibor I (ur. ok. 1110, zm. 7 maja 1155 lub 1156) – władca pomorski, brat Warcisława I, prawdopodobny syn Świętobora, księcia pomorskiego.

## Życiorys
Początkowo rezydował w Kamieniu, z którego wyprawiał się na Danię, Szwecję i Norwegię. Nad księstwem objął władzę po śmierci protoplasty dynastii Gryfitów, Warcisława I w 1135. W literaturze przedmiotu dominował pogląd, że Racibor I prócz piastowania władzy nad księstwem pomorskim był również księciem sławieńskim i założycielem tamtejszej dynastii (L. Quandt). Współczesne badania odrzucają tę hipotezę (E. Rymar). 
Po przejęciu władzy nad księstwem pomorskim nadal organizował łupieżcze wyprawy do Skandynawii. W tym samym roku Racibor I rozbił flotę duńską, która wyprawiała się ku Rugii i w odwecie doszczętnie zniszczył ówczesną stolicę Danii – Roskilde. Wspominają o tym m.in. ówczesne skandynawskie roczniki, tj. Annales Nestredienses oraz Annales Sorami. Do jego najważniejszych wypraw należy ta z 1135, kiedy to wraz z siostrzeńcem Dunimysłem zrabował miasto Konungahela. 
Racibor był orędownikiem i krzewicielem wiary chrześcijańskiej. Za jego panowania wybudowano kościoły w Bardzie, Grzymiu oraz klasztory w Słupie i Grobi. Ustalono również granice biskupstwa pomorskiego, które od 1128 miało swoją stolicę w Wołogoszczy oraz powołano pierwszego niekanonicznego biskupa Wojciecha (14 października 1140). Biskupstwo obejmowało ziemie od Reknicy na zachodzie do rzeki Łeby na wschodzie. Zostało uposażone z kasztelani grodowych bądź części ich dochodów.
Po śmierci został pochowany w klasztorze norbertanów w Grobi. Władzę po nim przejęli synowie Warcisława I – Bogusław I i Kazimierz I.

## Rodzina
Żoną Racibora I była Przybysława, przypuszczalnie córka Jarosława Świętopełkowica, księcia Włodzimierza, która zmarła po 1155 lub 1156. Z tego małżeństwa pochodziło dwoje dzieci, tj. 
- Małgorzata (ur. najp. w okr. 1142–1145, zm. przed 1197/1198) – żona Bernarda I, hrabiego Ratzeburga,
- Świętopełk (ur. ?, zm. ?) – dzielnicowy książę pomorski?[17].

W starszej literaturze przedmiotu podawane są informacje, że prócz Małgorzaty i Świętopełka do potomstwa Racibora należeli również synowie: Warcisław (II), Bogusław III, Bartolomeusz, oraz córki Świętopełka i Dobrosława.  

### Genealogia
| Siemomysł pomorski ur. w okr. 1000–1020 zm. po 29 VI 1046 lub Świętoborzyc ur. ?, zm. ? | Siemomysł pomorski ur. w okr. 1000–1020 zm. po 29 VI 1046 lub Świętoborzyc ur. ?, zm. ? |                        |                        | NN ur. ? zm. ? | NN ur. ? zm. ? |  |  | NN ur. ? zm. ? | NN ur. ? zm. ? |                |                | NN ur. ? zm. ? | NN ur. ? zm. ? |
|                                                                                         |                                                                                         |                        |                        |                |                |  |  |                |                |                |                |                |                |
|                                                                                         |                                                                                         |                        |                        |                |                |  |  |                |                |                |                |                |                |
|                                                                                         |                                                                                         | Świętobor? ur. ? zm. ? | Świętobor? ur. ? zm. ? |                |                |  |  |                |                | NN ur. ? zm. ? | NN ur. ? zm. ? |                |                |
|                                                                                         |                                                                                         |                        |                        |                |                |  |  |                |                |                |                |                |                |
|                                                                                         |                                                                                         |                        |                        |                |                |  |  |                |                |                |                |                |                |
|                                                                                         |                                                                                         |                        |                        |                |                |  |  |                |                |                |                |                |                |

|                        |                        | Przybysława ur. w okr. 1113–1118 zm. po 1155 lub 1156 OO 1134/1135 lub 1136 | Przybysława ur. w okr. 1113–1118 zm. po 1155 lub 1156 OO 1134/1135 lub 1136 | Racibor I (ur. ok. 1110, zm. 7 V 1155 lub 1156) | Racibor I (ur. ok. 1110, zm. 7 V 1155 lub 1156) |  |  |  |  |
|                        |                        |                                                                             |                                                                             |                                                 |                                                 |  |  |  |  |
|                        |                        |                                                                             |                                                                             |                                                 |                                                 |  |  |  |  |
|                        |                        |                                                                             |                                                                             |                                                 |                                                 |  |  |  |  |
| Świętopełk ur. ? zm. ? | Świętopełk ur. ? zm. ? | Małgorzata ur. najp. w okr. 1142–1145 zm. przed 1197/1198                   | Małgorzata ur. najp. w okr. 1142–1145 zm. przed 1197/1198                   |                                                 |                                                 |  |  |  |  |

### Opracowania
- Zygmunt Boras, Książęta Pomorza Zachodniego, Poznań: Wydaw. Naukowe Uniwersytetu im. Adama Mickiewicza, 1996, ISBN 83-232-0732-1, OCLC 830122949. Brak numerów stron w książce
- Dopierała B., Polskie losy Pomorza Zachodniego, Poznań 1970.
- Lech Fabiańczyk, Apostoł Pomorza, Szczecin: „Książnica Pomorska”, 2001, ISBN 83-87879-20-7, OCLC 749440212. Brak numerów stron w książce
- Kazimierz Kozłowski, Jerzy Podralski, Gryfici. Książęta Pomorza Zachodniego, Szczecin: Krajowa Agencja Wydawnicza, 1985, ISBN 83-03-00530-8, OCLC 189424372. Brak numerów stron w książce
- Leciejewicz L., Słowianie zachodni: z dziejów tworzenia się średniowiecznej Europy, Wrocław, Warszawa, Kraków, Gdańsk, Łódź 1989, ISBN 83-04-02690-2.
- Maleczyński K., Bolesław III Krzywousty, Warszawa-Kraków-Gdańsk 1975.
- Edward Rymar, Rodowód książąt pomorskich, Szczecin: Książnica Pomorska im. Stanisława Staszica, 2005, ISBN 83-87879-50-9, OCLC 69296056. Brak numerów stron w książce
- Szymański J.W., Książęcy ród Gryfitów, Goleniów – Kielce 2006, ISBN 83-7273-224-8.

### Opracowania online
- Madsen U., Ratibor I. Herzog von Schlawe-Stolp (niem.), [dostęp 2012-05-02].